# Scary Movie 3
Scary Movie 3 er en amerikansk komediefilm fra 2003 instrueret og produceret af David Zucker. Filmen har Anna Faris, Regina Hall, Charlie Sheen, Pamela Anderson og Leslie Nielsen. Scary Movie 3 var den første i Scary Movie-serien, som Wayans-brødrene ikke stod bag.

## Medvirkende
- Anna Faris – Cindy Campbell
- Regina Hall – Brenda Meeks
- Simon Rex – George Logan
- Camryn Manheim - Trooper Champlin
- Pamela Anderson - Becka Kotler
- Jenny McCarthy - Kathy Embry
- Drew Mikuska - Cody
- Leslie Nielsen - Præsident Baxter Harris
- Charlie Sheen − Tom Logan
- Denise Richards - Annie Logan
- George Carlin - Arkitekten
- Queen Latifah – Oraklet

## Parodierede film
Scary Movie 3 indledes med at Pamela Anderson og Jenny McCarthy gentager den første scene i The Ring (2002). Cindy Campbell har Naomi Watts' rolle og Tom Logan har Mel Gibsons rolle som den desillusionerede præst i Signs (2002). Toms bror George deltager i en "rapbattle" à la 8 Mile (2002). Cindy Campbell opsøger oraklet fra The Matrix (1999) og sendes videre til arkitekten fra The Matrix Reloaded (2003). Virkeligheden parodieres også med USA's præsident Bushs nølen 11. september, mens USA var under angreb.
Af andre parodiring kan nævnes Gollum fra Ringenes Herre og Minoriy Report.